# Hiroko Oyamada
Hiroko Oyamada (小山田 浩子, Oyamada Hiroko, Hiroshima, 2 de novembro de 1983)  é uma escritora japonesa. Ela ganhou o Prêmio Shincho para Novos Escritores, o Prêmio Oda Sakunosuke e o Prêmio Akutagawa.

## Biografia
Hiroko Oyamada nasceu em Hiroshima. Em 2006, graduou-se em Literatura Japonesa pela Universidade de Hiroshima. Após a formatura, Oyamada mudou de emprego três vezes em cinco anos, uma experiência que inspirou sua história de estréia Kōjō (工場). Em 2010, esta obra ganhou o 42º Prêmio Shincho, na categoria Novos Escritores. Após sua estréia, Oyamada trabalhou como editora de meio período em uma revista local, mas desistiu depois de se casar.
Em 2013, Oyamada ganhou o 30º Prêmio Oda Sakunosuke por uma coleção de contos, tendo Kōjō (工場) como título do livro. Neste mesmo ano, Oyamada publicou a história Ana (穴) na revista literária Shinchō, sobre uma mulher que caiu em um buraco, sendo premiada com o 150º Prêmio Akutagawa. Um dos membros do comitê de seleção do Prêmio Akutagawa, a escritora Hiromi Kawakami elogiou a capacidade de Oyamada de escrever sobre "fantasia em um cenário de realidade". Em 2014, Oyamada recebeu o 5º Prêmio Hiroshima de Cultura por suas contribuições culturais e o 4º Prêmio Literário de Hiroshima. Em 2018, o terceiro livro de Oyamada, uma pequena coleção história chamada Niwa (庭), foi publicado pela Shinchosha.
A edição em inglês de Kōjō, traduzida por David Boyd, foi publicada pela New Directions Publishing sob o título The Factory, em 2019. Ao escrever para o Wall Street Journal, Sam Sacks observou que a "suavidade tonal" do estilo de escrita correspondia ao sentimento de um trabalho de escritório repetitivo e sem sentido. Em sua  resenha sobre o livro The Factory para o Publishers Weekly, Gabe Habash elogiou a capacidade de Oyamada de fazer com que o leitor experimentasse a mesma desorientação do personagem principal do livro, concluindo que o livro deixaria os leitores "cambaleantes e seduzidos".
Oyamada citou Franz Kafka e Mario Vargas Llosa como suas influências literárias. Em sua resenha sobre a edição especial da revista Granta sobre literatura japonesa, James Hadfield, do The Japan Times, comparou a escrita de Oyamada com a de Yōko Ogawa e disse que seu trabalho "sugere coisas boas vindouras desta jovem e promissora escritora".

## Prêmios
- 2010 - 42º Prêmio Shincho: Novos Escritores - Kōjō (工場)[3]
- 2013 - 30º Prêmio Oda Sakunosuke -  Kōjō (工場)[6][19]
- 2013 - 150º Prêmio Akutagawa - Ana (穴)[2][20]
- 2014 - 5º Prêmio Hiroshima de Cultura[10]
- 2014 - 4º Prêmio Literário de Hiroshima[11]